# Loraine (Dakota Północna)
Loraine – miasto w Stanach Zjednoczonych, w stanie Dakota Północna, w hrabstwie Renville.